# Упатниеце, Марта Оттовна
Марта Оттовна Упатниеце (латыш. Marta Upatniece; 8 февраля 1909 года, Лизумс, Валкский уезд, Лифляндская губерния — 29 сентября 1979 года, Лизумс, Латвийская ССР) — доярка колхоза «Спарс» Гауенского района Латвийской ССР. Герой Социалистического Труда (1973).

## Биография
Родилась в 1909 году в крестьянской семье в селе Лизумс Лифляндской губернии. С февраля 1948 гола — доярка колхоза «Спарс» Валкского района.
В 1950 году получила от каждой коровы в среднем по 5000 килограмм молока. Указом Президиума Верховного Совета СССР от 13 июня 1951 года удостоена звания Героя Социалистического Труда «за достижение высоких показателей в животноводстве в 1950 году при выполнении колхозом обязательных поставок государству, контрактации, натуроплаты за работу МТС и плана прироста поголовья по каждому виду продуктивного скота» с вручением ордена Ленина и золотой медали Серп и Молот.
Проработала в колхозе до выхода на пенсию в 1969 году. Будучи пенсионеркой, продолжала трудиться в колхозе телятницей и полеводом. Скончалась в сентябре 1979 года.